# Жиронд сир Дрот
Жиронд сир Дрот (фр. Gironde-sur-Dropt) насеље је и општина у југозападној Француској у региону Аквитанија, у департману Жиронда која припада префектури Лангон.
По подацима из 2011. године у општини је живело 1136 становника, а густина насељености је износила 128,51 становника/km². Општина се простире на површини од 8,84 km². Налази се на средњој надморској висини од 20 метара (максималној 93 m, а минималној 8 m).

## Демографија
| 1962. | 1968. | 1975. | 1982. | 1990. | 1999. | 2011. |
| ----- | ----- | ----- | ----- | ----- | ----- | ----- |
| 1.083 | 1.103 | 1.133 | 1.072 | 1.091 | 1.105 | 1.136 |

График промене броја становника у току последњих година